# 荷西·馬利
荷西·馬利（José Mari，全名José María Romero Poyón，1978年12月10日—）是一名西班牙足球運動員，擔任前鋒或翼鋒。

## 外部連結
- UEFA.com profile （页面存档备份，存于）
- Stats at Liga de Fútbol Profesional （页面存档备份，存于） （西班牙文）